# Riccardo Boschiero
Riccardo Boschiero (Ponte di Brenta, 1912 – Borgo San Dalmazzo, 2 maggio 1944) è stato un militare e partigiano italiano, medaglia d'oro al valor militare.

## Biografia
Ancora universitario, nel 1932 viene chiamato per il servizio di leva. Nel 1935 decide di frequentare il corso ufficiali a Bassano del Grappa, l'Armistizio di Cassibile, lo coglie a Chiusa Pesio in provincia di Cuneo, come comandante di un reparto del 1º Reggimento Alpini. Si aggrega alla brigata partigiana "Valle Stura" delle 1ª Divisione Giustizia e Libertà. Viene catturato a Castelmagno di Valgrana il 27 aprile 1944, mentre tentava di coprire la ritirata della sua formazione da un rastrellamento tedesco. Condotto a Borgo San Dalmazzo, fu sommariamente processato e fucilato.